# Baljåsen
Baljåsen (301 meter över havet) är Dalslands högsta punkt. Den ligger öster om sjön Edslan, i Edsleskogs socken i Åmåls kommun. Med en uppskattad årsmedeltemperatur på 4,2 °C har Baljåsen det absolut kallaste klimatet av alla platser i Götaland.[källa behövs]
På Baljåsen finns en raststuga och en utsiktspunkt som nås från sydöst, via vandringsstigen från torpet Pettersborg. 
Området bjuder på en kalkgynnad flora med bland annat trolldruva och myskmadra.

## Naturreservat
Berget ligger i Baljåsens naturreservat, bestående av branta, kalkrika skogssluttningar med värdefull fauna och flora. 
På de högsta kullarna växer fattig barrskog med främst tall, men med inslag av vårtbjörk, asp och ek. I de fuktiga dalgångarna och sluttningarna samt i rasbranter växer rikare granskogar och frodiga bland- och lövskogar. På några platser dominerar ädellövskog med många trädslag som ask, ek, lind, lönn och alm.
De näringsrika lerskiffrarna ger en rik och intressant flora. Många av arterna är upptagna på rikslistorna över hotade arter, till exempel fältgentiana, skogssvingel, strävlosta, grynig gelélav, blylav och örtlav. Landets samtliga hackspettsarter förekommer inom området. Det är en betydelsefull livsmiljö för vitryggig hackspett.
Området ingår i EU:s ekologiska nätverk av skyddade områden, Natura 2000 och förvaltas av Västkuststiftelsen.